# Championnat du pays de Galles de football 2024-2025
Navigation
Cymru Premier 2023-2024 Cymru Premier 2025-2026
La saison 2024-2025 de Cymru Premier est la trente-deuxième édition du championnat du pays de Galles de football. Le plus haut niveau du football gallois, oppose cette saison douze clubs en une série de trente-huit rencontres jouées à partir du 9 août 2024. Le championnat se déroule en deux phases. Les clubs s'affrontent d'abord en matches aller-retour sur vingt-deux journées dans une poule unique, puis en matches aller-retour sur dix journées en deux poules de six.
Lors de cette saison, le champion The New Saints défend son titre face à onze autres équipes.
Deux places qualificatives pour les compétitions européennes sont attribuées par le biais du championnat : une place en Ligue des champions pour le champion, et une en Ligue Conférence pour le vainqueur des barrages. Une autre place en Ligue Conférence va pour le vainqueur de la coupe du pays de Galles.  Si celui-ci réalise le doublé coupe-championnat, l'accessit pour la Ligue Conférence est donné au vice-champion. Les deux derniers du championnat sont relégués en deuxième division et sont remplacés par les deux promus de cette même division pour l'édition suivante.
The New Saints Football Club remporte son dix-septième titre de champion en vingt-cinq ans. 
En bas du classement, les deux clubs qui n'avaient jamais été relégués depuis la création du championnat termines aux deux dernières places. Newtown et Aberystwyth Town sont relégués.

## Clubs participants
| \| Aberystwyth Bala Town Caernarfon Town Connah's Quay Newtown TNS Cardiff MU Pen-y-Bont Haverfordwest County Barry Town United Flint Town United Briton Ferry Llansawel \| Localisation des clubs |
| Aberystwyth Bala Town Caernarfon Town Connah's Quay Newtown TNS Cardiff MU Pen-y-Bont Haverfordwest County Barry Town United Flint Town United Briton Ferry Llansawel                              |

| Club                                               | Présent depuis | Classement 2023-2024 | Stade                      | Capacité | Ville         |
| -------------------------------------------------- | -------------- | -------------------- | -------------------------- | -------- | ------------- |
| The New Saints Football Club                       | 1993           | 1er                  | Park Hall                  | 2 034    | Oswestry      |
| Connah's Quay Nomads Football Club                 | 2012           | 2e                   | Deeside Stadium (en)       | 1 500    | Connah's Quay |
| Bala Town Football Club                            | 2009           | 3e                   | Maes Tegid (en)            | 3 000    | Bala          |
| Newtown Association Football Club                  | 1992           | 4e                   | Latham Park (en)           | 5 000    | Newtown       |
| Caernarfon Town                                    | 2018           | 5e                   | The Oval (en)              | 3 000    | Caernarfon    |
| Cardiff Metropolitan University Football Club      | 2016           | 6e                   | Cyncoed Campus             | 1 620    | Cardiff       |
| Pen-y-Bont Football Club                           | 2019           | 7e                   | SDM Glass Stadium          | 1 200    | Bridgend      |
| Haverfordwest County Association Football Club     | 2020           | 8e                   | Bridge Meadow Stadium (en) | 2 100    | Haverfordwest |
| Barry Town United Football Club                    | 2023           | 9e                   | Jenner Park Stadium        | 3 500    | Barry         |
| Aberystwyth Town Football Club                     | 1992           | 10e                  | Park Avenue (en)           | 5 000    | Aberystwyth   |
| Flint Town United Football Club                    | 2024           | 1er (Cymru North)    | Cae-y-Castell (en)         | 1 000    | Flint         |
| Briton Ferry Llansawel Athletic Football Club (en) | 2024           | 1er (Cymru South)    | Old Road                   | 2 000    | Briton Ferry  |

Légende des couleurs
- Tenant du titre et qualifié pour le 1er tour de qualification de la Ligue des Champions 2024-2025
- Qualifié pour le 1er tour de qualification de la Ligue Conférence 2024-2025
- Promu

## Compétition

### Critères de départage
Le classement est calculé avec le barème de points suivant : une victoire vaut trois points, le match nul un. La défaite ne rapporte aucun point.
1. Nombre de points ;
2. Différence de buts générale ;
3. Buts marqués ;
4. Nombre de matchs gagnés ;

### Déroulement
Le championnat comprend deux phases. Durant la première, qui dure de la 1re à la 22e journée, les douze clubs s'affrontent à deux reprises. Au terme de la 22e journée, deux poules sont créées : la première réunit les clubs classés aux six premières places et la seconde, ceux classés aux six dernières. Au sein de ces poules, les clubs s'affrontent à nouveau à deux reprises, pour un total de trente-deux matches disputés durant la saison. Les clubs qui terminent aux deux dernières places de la deuxième poule sont relégués au terme de la saison.

### Classement général
| Rang | Équipe                        | Pts | J  | G  | N  | P  | Bp | Bc | Diff |
| ---- | ----------------------------- | --- | -- | -- | -- | -- | -- | -- | ---- |
| 1    | The New Saints T L C          | 78  | 32 | 26 | 0  | 6  | 89 | 31 | +58  |
| 2    | Pen-y-Bont FC                 | 64  | 32 | 19 | 7  | 6  | 56 | 32 | +24  |
| 3    | Haverfordwest County          | 51  | 32 | 13 | 12 | 7  | 39 | 26 | +13  |
| 4    | Caernarfon Town               | 48  | 32 | 14 | 6  | 12 | 53 | 51 | +2   |
| 5    | Cardiff Met                   | 44  | 32 | 12 | 8  | 12 | 43 | 45 | -2   |
| 6    | Bala Town L                   | 37  | 32 | 8  | 13 | 11 | 38 | 43 | -5   |
|      |                               |     |    |    |    |    |    |    |      |
| 7    | Barry Town United             | 52  | 32 | 15 | 7  | 10 | 55 | 51 | +4   |
| 8    | Connah's Quay Nomads          | 42  | 32 | 12 | 6  | 14 | 47 | 35 | +12  |
| 9    | Flint Town United P           | 42  | 32 | 13 | 3  | 16 | 48 | 62 | -14  |
| 10   | Briton Ferry Llansawel (en) P | 32  | 32 | 9  | 5  | 18 | 46 | 65 | -19  |
| 11   | Newtown AFC                   | 26  | 32 | 6  | 8  | 18 | 36 | 65 | -29  |
| 12   | Aberystwyth Town              | 21  | 32 | 6  | 3  | 23 | 28 | 71 | -43  |

Qualifications européennes
Ligue des champions 2025-2026
- 1er : premier tour de qualification

Ligue Conférence 2025-2026
- 2e : premier tour de qualification

- 3e à 7e : barrages de qualification

Relégation en deuxième division
- 11e et 12e : relégation

Abréviations

### Barrages de qualification pour la Ligue Conférence
Les équipes classées entre la 3e et la 7e disputent les barrages pour déterminer la dernière équipe galloise qualifiée en Ligue Conférence 2025-2026.
Haverfordwest County remporte ces barrages et se qualifie pour le premier tour de qualification de la Ligue Conférence 2025-2026.

## Bilan de la saison
| Championnat du pays de Galles de football 2024-2025                        |                            |
| Champion                                                                   | The New Saints (17e titre) |
| Dauphin                                                                    | Pen-y-Bont FC              |
| Coupes et trophées                                                         |                            |
| Vainqueur de la Coupe du pays de Galles 2024-2025                          | .The New Saints            |
| Vainqueur de la Coupe de la Ligue du pays de Galles 2024-2025              | The New Saints             |
| Qualifications continentales                                               |                            |
| Ligue des champions de l'UEFA 2025-2026                                    | The New Saints             |
| Ligue Conférence 2025-2026                                                 | Pen-y-Bont FC              |
| Ligue Conférence 2025-2026                                                 | Haverfordwest County       |
| Promotions et relégations                                                  |                            |
| Promus en Championnat du pays de Galles de football                        | Colwyn Bay                 |
| Promus en Championnat du pays de Galles de football                        | Llanelli Town              |
| Relégués en Championnat du pays de Galles de football de deuxième division | Newtown AFC                |
| Relégués en Championnat du pays de Galles de football de deuxième division | Aberystwyth Town           |